# Richard Schute
Richard Schute (* 7. Mai 1887 in Lindern; † 19. Januar 1948 in Oldenburg) war ein deutscher Politiker.
Nach seiner Promotion war Schute als Praktischer Arzt in Oldenburg tätig. Als Abgeordneter der CDU gehörte er von der ersten Sitzung am 30. Januar 1946 bis zur letzten am 6. November 1946 dem Ernannten Landtag von Oldenburg an.